# 런던 시장경

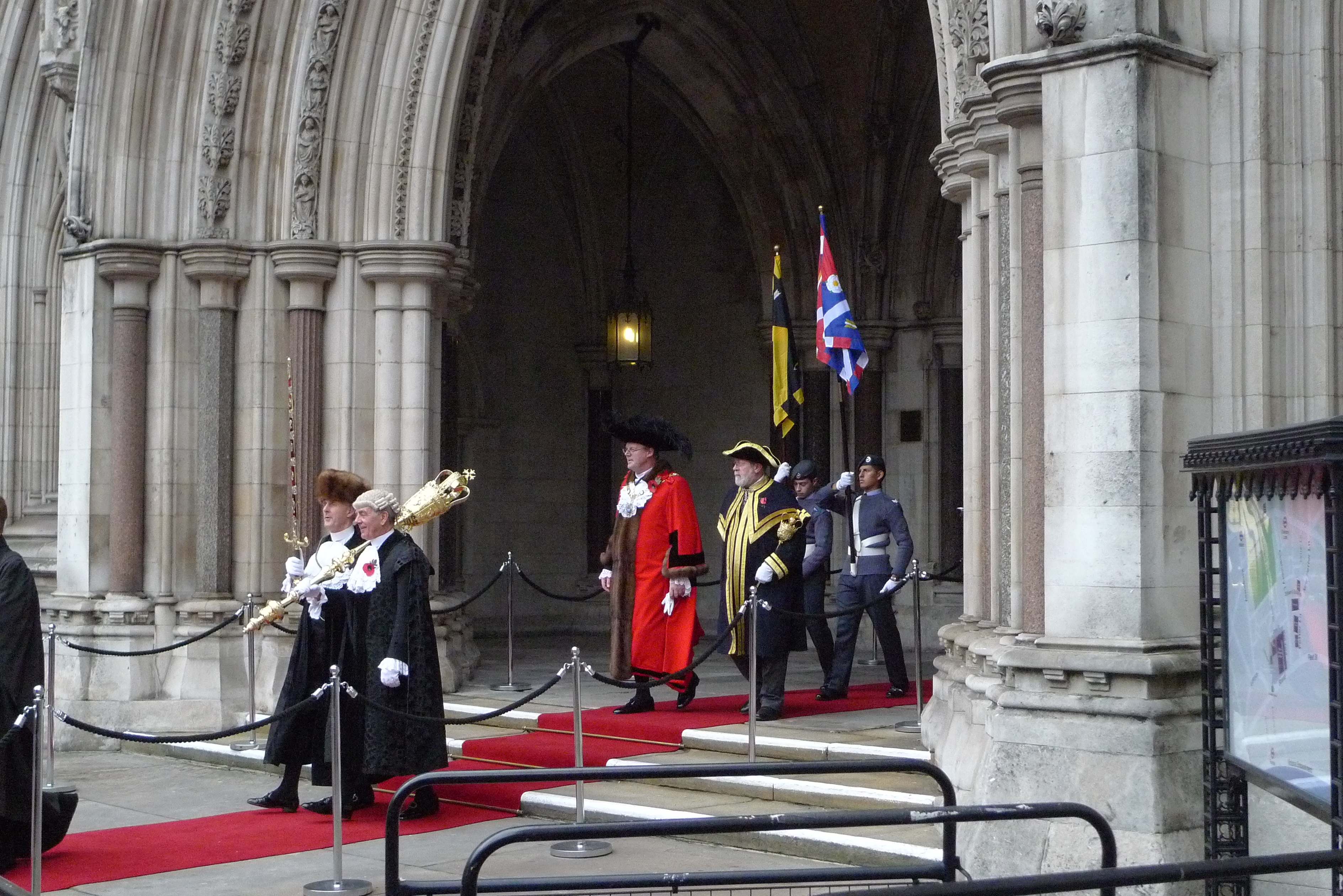
2011년 왕립사법재판소에서 나오는 데이비드 우턴 시장경.

런던 시장경(Lord Mayor of London)은 시티오브런던 법인의 수장이다. 그레이터런던을 관할권으로 하는 런던 시장과는 다른 존재이다.
런던 시장경 관저는 맨션하우스이다. 현임 시장경은 마이클 마이넬리이며 2023년부터 재임 중이다.

## 같이 보기
- 런던 시장